# Памятник пострадавшим в годы гонений и репрессий
памятный знак «Пострадавшим в годы гонений и репрессий» был установлен в Сергиевом Посаде по инициативе Фонда науки и православной культуры священника Павла Флоренского. Церемония открытия памятника прошла 5 декабря 2012 г. в рамках программы мероприятий, посвященных 75-летию со дня мученической смерти и расстрела отца Павла Флоренского (8 декабря 1937 г.). Открытие положила также начало созданию музейного комплекса, действующего как образовательный и православно-просветительский центр (территория по адресу: улица Вифанская, дом 2).
Автор проекта памятного знака — член Московского союза художников, художник-монументалист, соучредитель Фонда Мария Тихонова. «Студия „МАРТ“ Марии Тихоновой» осуществила изготовление памятного знака.
Средства для создания памятного знака были предоставлены Фондом.

## Концепция памятника «Пострадавшим в годы гонений и репрессий»
Ключевая фигура памятника — крест, прорывающийся светом сквозь образные тиски тяжелой каменной поверхности и олицетворяющий неудержимую мощь веры. Идею мученичества и подвигов в те тяжелые времена наглядно отображает постамент из красного гранита в виде креста, состоящий из нескольких частей. В этом случае крест — абсолютная форма, у которого сильное смысловое значение. У памятного знака, излучающего свет, уникальный технический прием подсветки, благодаря чему памятник виден со всех сторон проезжей части.
В основании памятника заложен Соловецкий камень.
Священник о. Андроник, внук о. Павла, отметил, что Памятник посвящен не только памяти погибших священнослужителей и православных верующих, но еще и памяти всех пострадавших в годы террора.
Президент МКФ «Золотой Витязь» Николай Бурляев произнёс приветственную речь: «То, что на этом красивом месте города возник этот удивительный памятный крест — промыслительно. Мы не должны забывать о том, что было в нашей истории и что никогда не должно повториться, потому что каждый человек рожден свободным — это закон, данный Господом. Крест будет напоминать о человеке, который был угоден Господу — о Павле Флоренском, прожившим удивительную жизнь: ученый, мыслитель, богослов, человек, не предавший веры».
Заместитель руководителя администрации Сергиева Посада Олег Макеев добавил: «Я думаю, этот знак будет напоминать об истинных ценностях, о вере и о той цене, которую заплатили наши земляки».

## Галерея

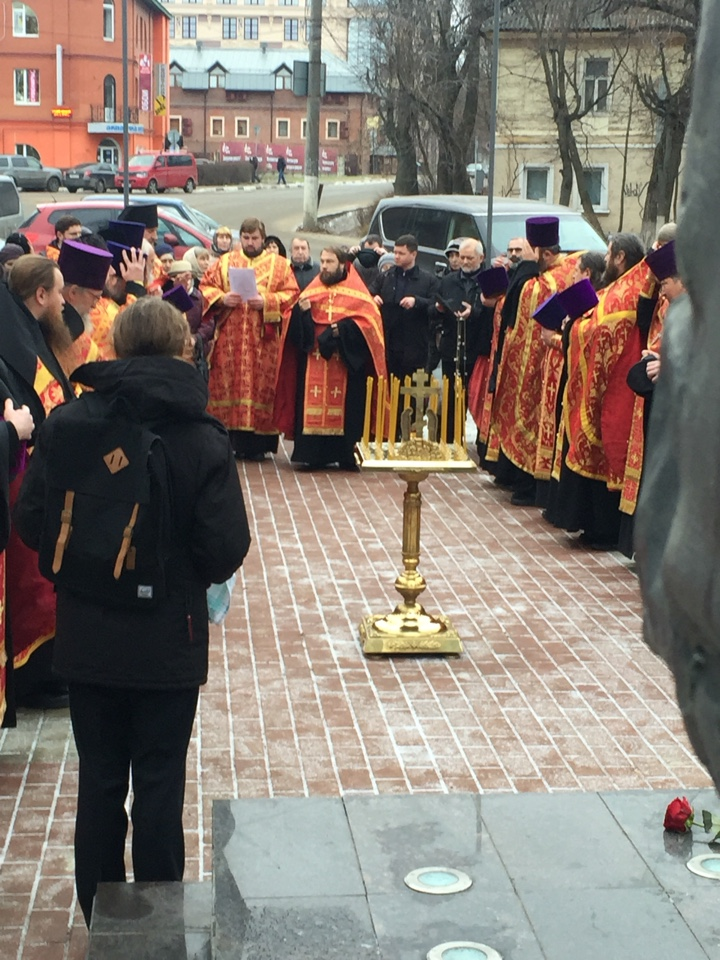
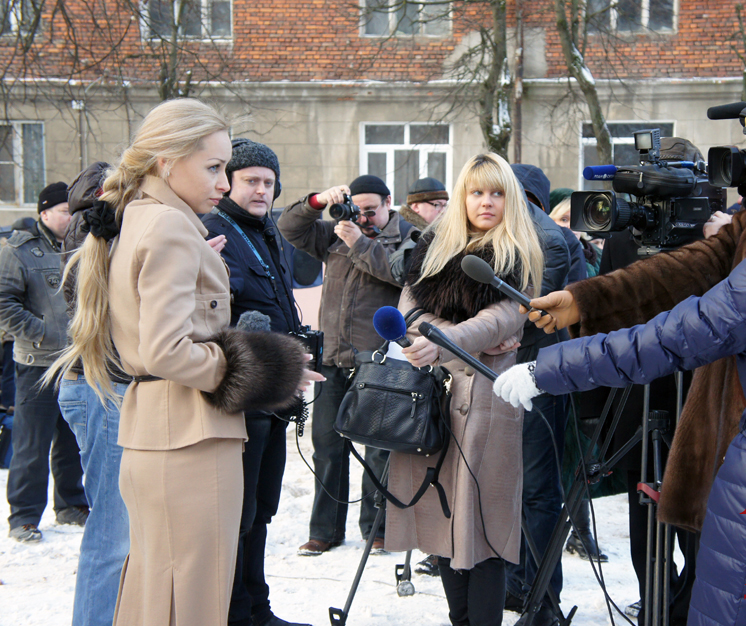
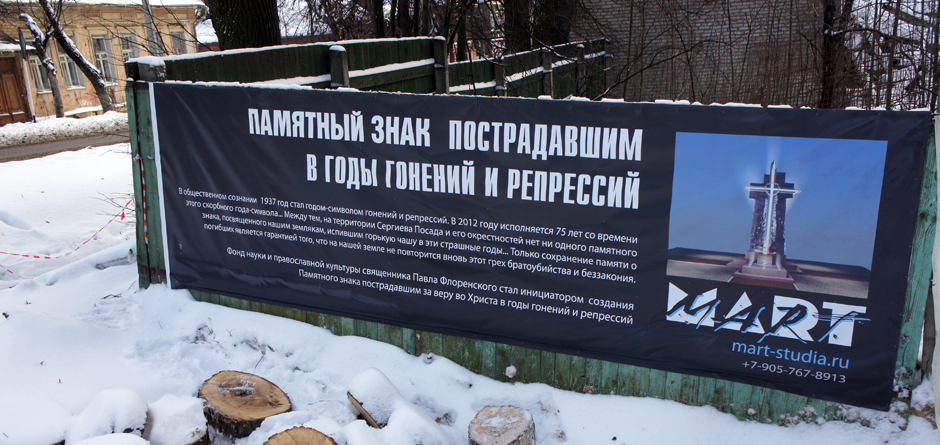
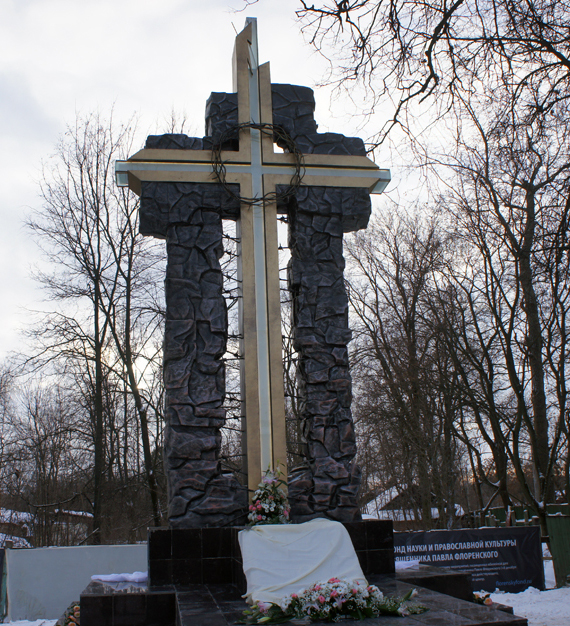
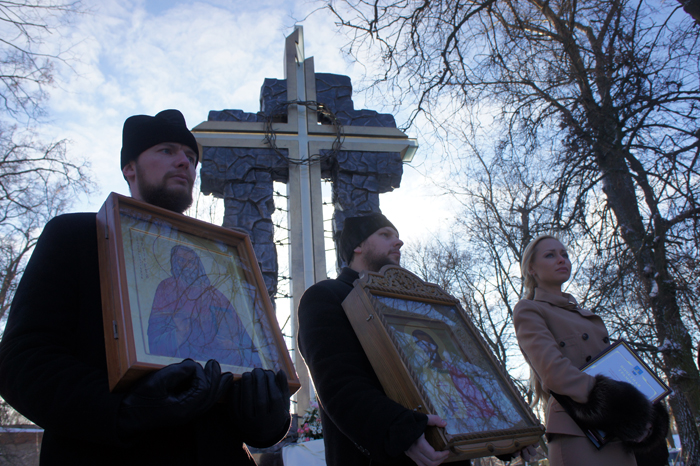